# Леспедеца двуцветная
Леспеде́ца двуцве́тная, или леспедеца двухцветная (лат. Lespedeza bicolor) — вид цветковых растений рода Леспедеца (лат. Lespedeza) семейства Бобовые (лат. Fabaceae). Пастбищная, медоносная и противоэрозионная культура.

## Ботаническое описание
Прямостоячий кустарник 1—3 м высотой и столько же шириной, в холодном климате растения достигают меньших размеров. За один сезон бывает способно вырасти на 1,5 м. Формирует мощную корневую систему. Стебли могут достигать 3 см в диаметре. Ветви слегка опушены. Листья тройчатые, центральный листочек достигает 1,5—6 см в длину и 1—3,5 см в ширину. Нижняя сторона листочков ярко-зелёная, опушённая.
Пурпурные мотыльковые цветки, собранные в пазушные длинные, изогнутые метёлки, появляются с июля по сентябрь (до 15 цветков в соцветии). Чашечка 0,5 см длиной, три её чашелистика имеют небольшую длину. Лепестки могут достигать 1 см в длину, они пурпурного или, реже, белого цвета. Завязь опушённая, размером 1 × 0,5 см.
Плод — плоский односемянный боб около 1 см длиной.

## Распространение и экология
Леспедеца двуцветная широко распространена в Китае, а также соседних с ним регионах России, в Японии, Корее и, возможно, Монголии. На Дальнем Востоке России ареал охватывает Приморский и Хабаровский край, Амурскую область, юг Сахалина, Курильские острова — Шикотан, Кунашир, Итуруп.
Растёт на лесных окраинах и в чащах на высоте от 100 до 1000 м над уровнем моря.
На Дальнем Востоке растёт в подлеске лиственных и смешанных лесах, образуя густые труднопроходимые заросли, или в различных сочетаниях с лещиной разнолистной. Типичный представитель маньчжурской флоры.
К почве нетребовательна, как бобовое растение обогащает почву азотом. Растет быстро. Теплолюбива.
После рубки буйная поросль за лето достигает 1—1,5 м высоты: образует корневую поросль. Разводится семенами, корневыми отпрысками, зелёными и корневыми черенками.

## Химический состав
Леспедеца двуцветная содержит в своих корнях и листьях буфотенин, I-метокси-N,N-диметилтриптамин (леспедамин), также как и родственные Nω,Nω-диметилтриламины и их оксиды.
В условиях Башкирии в листьях первого укоса содержится от 18,69 до 22,17 % протеина, в листьях второго укоса — 14,10 %. В стеблях содержание протеина снижается, оставаясь у слабо одревесневших побегов первого укоса в пределах 10,31—11,88 %, второго укоса — 6,94 %. Сильно одревесневшие побеги содержат всего лишь 2,94 % протеина. Количество жира в листьях колеблется в пределах от 4,83 до 5,16 %, в стеблях его мало — 0,50 до 1,87 %. Установлено значительное содержание сахаров, крахмала. В листьях обнаружено от 5,02 до 64,83 мг% каротина, в надземной массе — от 31,36 до 77,15 мг%, аскорбиновой кислоты от 29,01 до 62,5 мг%.

## Значение и применение
Леспедецу двуцветную сажают для предупреждения эрозии почвы. Возможно получение масла из её семян, стебли могут применяться для ткачества, отвар листьев используют как чай. В Центральной Европе и США растение культивируется в парках и садах в декоративных целях. Выведено множество сортов, наиболее известны 'Little Buddy' и 'Yakushima'. Образуя плотные скопления, этот вид может становиться агрессивным сорняком. В США, где этот вид является интродуцированным, он стал инвазивным.
Может использоваться как пастбищная культура. Надземная масса охотно поедается лошадьми, крупным рогатым скотом, козами. На Дальнем Востоке имеет большое значение как ценное кормовое растения для пятнистого оленя. Олени поедают листья, соцветия и годичные побеги, особенно летом и осенью. Весной и зимой поедают кору и молодые побеги.
Выращивают как декоративное растение. Используется для озеленения городов и населённых пунктов в Литве, Латвии, Белоруссии, на Украине и Молдове. Хорошо переносит стрижку.
Древесина желтоватая, твёрдая. Из-за малых размеров почти никакого применения, кроме использования на топливо, не имеет. Хорошо горит даже в сыром виде. Заросли очень огнеопасны.
Медонос с длительным периодом цветения, однако выделение нектара наблюдается лишь в годы, когда цветению леспедецы предшествуют дожди и почва достаточно влажная, а погода в период цветения — теплая. В отдельные годы медосбор достигает 2—3 кг в день на сильную семью. На юге Хабаровского края в сочетании с другими позднелетними медоносами обеспечивает второй продуктивный взяток. В Приморском крае для пчеловодства основную ценность представляют массивы, встречающиеся на открытых местах лесостепной и прибрежной части. Продуктивность мёда в Приморье 86—250 кг, а в Приамурье в благоприятные годы колеблется от 210 до 250 кг/га. Мёд золотисто-янтарного цвета, ароматный, приятный на вкус, медленно кристаллизуется. Пригоден для зимовки пчёл.

## Синонимика
- Lespedeza bicolor var. japonica Nakai
- Lespedeza bicolor f. pendula S.L. Tung & Z. Lu
- Lespedeza veitchii Ricker[15]